# Fordyzm

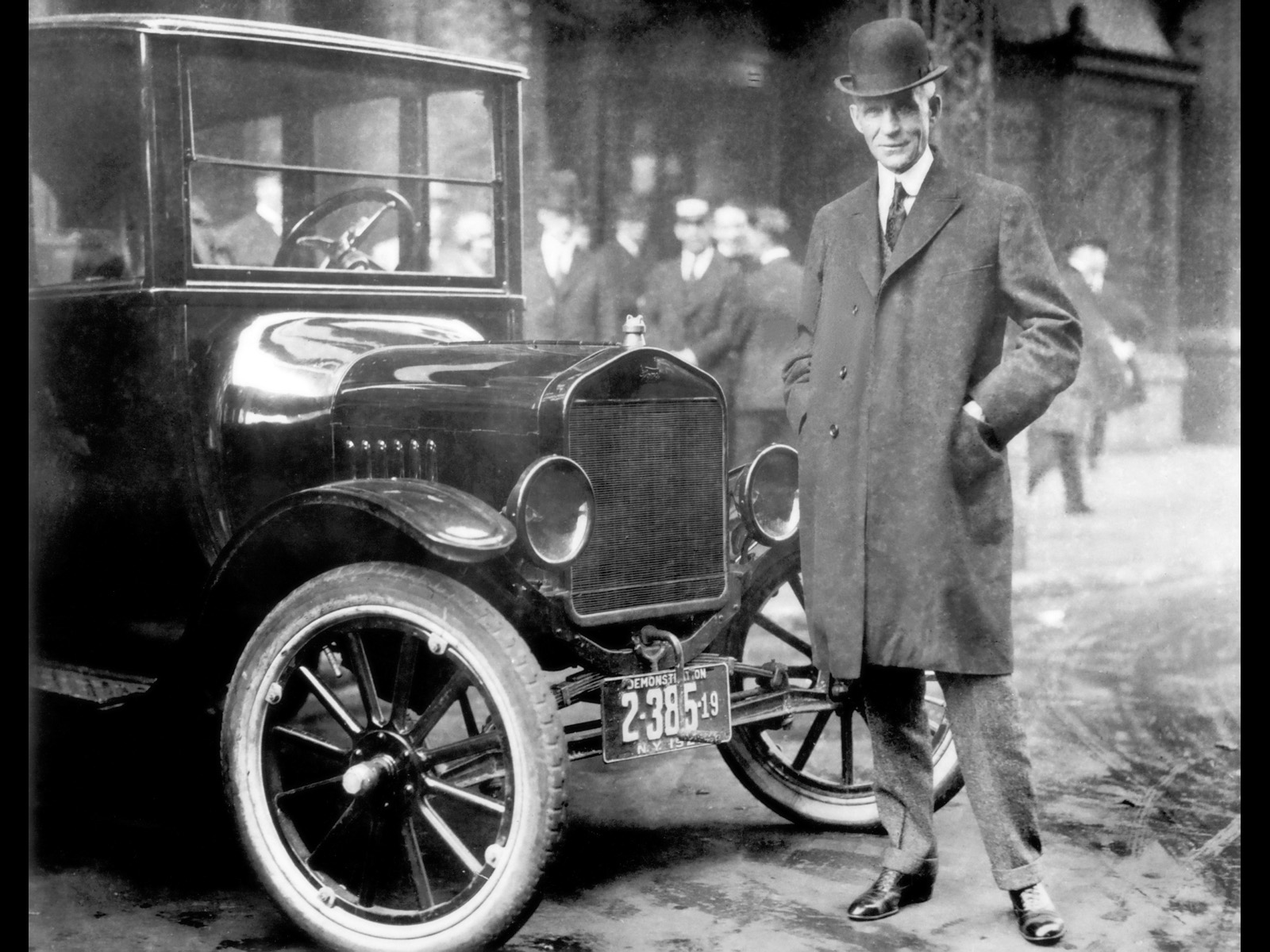
Henry Ford przy Fordzie model T

Fordyzm – forma organizacji pracy, wprowadzona przez Henry'ego Forda.
Jest to wieloseryjna produkcja masowa, nastawiona na masowego odbiorcę i dystrybucję standardowych produktów. Robotnik wykonuje niezmienną, prostą czynność, której tempo podyktowane jest szybkością przesuwania się wytwarzanych produktów po taśmie produkcyjnej. Fordyzm zakładał zwiększenie wydajności poprzez automatyzację i mechanizację produkcji na wszystkich możliwych polach. Towarzyszyło mu dążenie do reorganizacji pracy zgodnie z nowymi amerykańskimi badaniami nad jej efektywnością, znanymi jako „Tayloryzm”.